# Мировой кубок вызова
Мировой кубок вызова (англ. World U-17 Hockey Challenge) — международный хоккейный турнир, который ежегодно проводится в Канаде. Турнир не организуется в годы Канадских зимних игр. Таким образом, Кубок вызова проводится три раза за четыре года. Турнир организован Федерацией хоккея Канады и это первый крупный международный турнир для хоккеистов до 17 лет. По сути Кубок вызова представляет собой переходный турнир от детско-юношеского хоккея до юниорского уровня.

## Формат турнира
В турнире участвуют 10 команд, из которых половина представляют Канаду: Сборные Онтарио, Атлантики, Квебека, Западной Канады и Тихоокеанского побережья. Остальные пять выбираются организаторами. Обычно это Сборные России, Финляндии, США и Швеции.
На предварительном этапе команды делятся на две группы по пять команд. Занявшие первые два места в своих группах сборные выходят в полуфинал. В первом полуфинале встречаются сборная, занявшая первое место в группе «А», и сборная, занявшая второе место в группе «В». Во втором полуфинале играют две другие лучшие команды. В финале определяется победитель Мирового кубка вызова.

## Первый год
Первый Кубок вызова состоялся в 1986 году в Квебеке, известный как Кубок Эссо 1986. В то время считалось, что это неофициальный чемпионат мира для юниоров моложе 17 лет. Он также используется в качестве инструмента для развития канадского любительского хоккея, а также научить хоккеистов играть на международном уровне. В турнире участвовали десять команд: пять региональных команд из Канады и сборные Финляндии, Чехословакии, США, Швеции и СССР. Сборная Квебека под руководством Пьера Таржена выиграла золото, одолев в финале сборную СССР, в составе которой были Сергей Фёдоров и Александр Могильный.

## Значение турнира
Мировой кубок вызова продолжает набирать популярность, и этот кубок — один самых важных соревнований в Канаде. Турнир не является официальным чемпионатом мира, поскольку он организован исключительно Федерацией хоккея Канады. Есть официальный Чемпионат мира до 18 лет, который ежегодно проводится Международной федерацией хоккея в апреле.
До 2014 года турнир, как правило, проводился в течение рождественских каникул, в одно и то же время с молодёжным чемпионатом мира. С 2014 года турнир проводится в ноябре (по данной причине в 2014 году турнир проводился дважды: 1) 29.12.2013 г. - 4.01.2014 г.; 2) 02.11 - 08.11.2014 г., при этом оба турнира называются на официальном сайте "2014 WORLD UNDER-17 HOCKEY CHALLENGE").

## Участвующие сборные
До 2016 года Канада была представлена пятью региональными сборными:
- Канада Атлантик
- Канада Квебек
- Канада Онтарио
- Канада Запад (Манитоба и Саскачеван)
- Канада Тихоокеканского побережья (Альберта и Британская Колумбия)

Начиная с 2015 года, Канада представлена 3-мя командами, в каждой из которых могут быть игроки из любой части Канады:
- Канада BLACK («чёрные»)
- Канада RED («красные»)
- Канада WHITE («белые»)

Другие страны-участницы:
- США
- Финляндия
- Россия
- Швеция
- Словакия
- Чешская Республика
- Германия
- Советский Союз (ныне несуществующий)
- Чехословакия (ныне несуществующий)

## Победители и призёры
| Год     | Золото                                                                                        | Серебро                                                                                       | Бронза                                                                                        | Место проведения |
| ------- | --------------------------------------------------------------------------------------------- | --------------------------------------------------------------------------------------------- | --------------------------------------------------------------------------------------------- | --- |
| 1986    | Квебек                                                                                        | СССР                                                                                          | Тихий Океан                                                                                   | Квебек (Квебек Сити) |
| 1988    | СССР                                                                                          | Швеция                                                                                        | Квебек                                                                                        | Квебек (Квебек Сити) |
| 1990    | Финляндия                                                                                     | Квебек                                                                                        | СССР                                                                                          | Квебек (Квебек Сити) |
| 1991    | Турнир по хоккею с шайбой на Канадских Играх 1991 года был проведен вместо турнира 1991 года. | Турнир по хоккею с шайбой на Канадских Играх 1991 года был проведен вместо турнира 1991 года. | Турнир по хоккею с шайбой на Канадских Играх 1991 года был проведен вместо турнира 1991 года. | Турнир по хоккею с шайбой на Канадских Играх 1991 года был проведен вместо турнира 1991 года.                                        |
| 1992    | Онтарио                                                                                       | Квебек                                                                                        | Чехословакия                                                                                  | Онтарио (Садбери) |
| 1994    | Квебек                                                                                        | США                                                                                           | Pacific                                                                                       | Квебек (Амос) |
| 1995    | Онтарио                                                                                       | Финляндия                                                                                     | Квебек                                                                                        | Нью-Брансуик (Монктон) |
| 1997    | Онтарио                                                                                       | Швеция                                                                                        | Квебек                                                                                        | Альберта (Ред-Дир) |
| 1998 I  | Онтарио                                                                                       | Чехия                                                                                         | Квебек                                                                                        | Онтарио (Китченер) |
| 1998 II | West                                                                                          | США                                                                                           | Финляндия                                                                                     | Саскачеван (Суифт-Каррент) |
| 1999    | Турнир по хоккею с шайбой на Канадских Играх 1999 года был проведен вместо турнира 1999 года. | Турнир по хоккею с шайбой на Канадских Играх 1999 года был проведен вместо турнира 1999 года. | Турнир по хоккею с шайбой на Канадских Играх 1999 года был проведен вместо турнира 1999 года. | Турнир по хоккею с шайбой на Канадских Играх 1999 года был проведен вместо турнира 1999 года.                                        |
| 2000    | Россия                                                                                        | Онтарио                                                                                       | Pacific                                                                                       | Онтарио (Тимминс, Шапло, Кокран, Хэйлибери, Херст, Капускейсинг, Кирклэнд-Лейк, Нью-Лискерд, Смут-Рок-Фоллс) / Квебек (Руэн-Норанда) |
| 2001    | США                                                                                           | Pacific                                                                                       | Онтарио                                                                                       | Новая Шотландия (Нью-Гласгоу, Труро)                                                                                                 |
| 2002    | США                                                                                           | Pacific                                                                                       | Онтарио                                                                                       | Манитоба (Селкирк, Стонуолл) |
| 2003    | Турнир по хоккею с шайбой на Канадских Играх 2003 года был проведен вместо турнира 2003 года. | Турнир по хоккею с шайбой на Канадских Играх 2003 года был проведен вместо турнира 2003 года. | Турнир по хоккею с шайбой на Канадских Играх 2003 года был проведен вместо турнира 2003 года. | Турнир по хоккею с шайбой на Канадских Играх 2003 года был проведен вместо турнира 2003 года.                                        |
| 2004    | Онтарио                                                                                       | Pacific                                                                                       | Квебек                                                                                        | Ньюфаундленд и Лабрадор (Сент-Джонс, Маунт-Перл)                                                                                     |
| 2005    | West                                                                                          | Pacific                                                                                       | Atlantic                                                                                      | Альберта (Летбридж) |
| 2006    | Квебек                                                                                        | США                                                                                           | Чехия                                                                                         | Саскачеван (Балгони, Форт Ку'Аппель, Индиан-Хед, Майлстоун, Мус-Джо, Реджайна, Саути, Уэйберн)                                       |
| 2007    | Турнир по хоккею с шайбой на Канадских Играх 2007 года был проведен вместо турнира 2007 года. | Турнир по хоккею с шайбой на Канадских Играх 2007 года был проведен вместо турнира 2007 года. | Турнир по хоккею с шайбой на Канадских Играх 2007 года был проведен вместо турнира 2007 года. | Турнир по хоккею с шайбой на Канадских Играх 2007 года был проведен вместо турнира 2007 года.                                        |
| 2008    | Онтарио                                                                                       | США                                                                                           | Канада West                                                                                   | Онтарио (Лондон, Лукан Биддальф, Сент-Томас, Стратфорд, Стратрой-Карадок, Вудсток)                                                   |
| 2009    | Онтарио                                                                                       | Pacific                                                                                       | США                                                                                           | Британская Колумбия (Кэмпбелл-Ривер, Кортни, Данкан, Нанаймо, Парксвилл, Порт-Алберни)                                               |
| 2010    | США                                                                                           | Онтарио                                                                                       | Швеция                                                                                        | Онтарио (Тимминс, Ироквойс Фоллс, Кокран, Капускейсинг, Кирклэнд-Лейк, Нью-Лискерд)                                                  |
| 2011    | Онтарио                                                                                       | США                                                                                           | Канада Pacific                                                                                | Манитоба (Виннипег, Портидж-ла-Прери)                                                                                                |
| 2012    | Россия                                                                                        | США                                                                                           | Онтарио                                                                                       | Онтарио (Уинсор, Текумсе, Ла-Салль)                                                                                                  |
| 2013    | Швеция                                                                                        | Россия                                                                                        | США                                                                                           | Квебек (Драммондвилл, Викториавилл)                                                                                                  |
| 2014    | США                                                                                           | Канада Тихоокеанское побережье                                                                | Россия                                                                                        | Новая Шотландия (Сидни, Норт-Сидни, Порт-Хоксбери, Кейп-Бретон)                                                                      |
| 2014    | Россия                                                                                        | США                                                                                           | Швеция                                                                                        | Онтарио (Сарния, Лэмбтон-Шорс) |
| 2015    | Канада (WHITE)                                                                                | Россия                                                                                        | Швеция                                                                                        | Британская Колумбия (Досон-Крик, Форт-Сент-Джон)                                                                                     |
| 2016    | Швеция                                                                                        | Канада (BLACK)                                                                                | Россия                                                                                        | Онтарио (Су-Сент-Мари) |
| 2017    | США                                                                                           | Канада (RED)                                                                                  | Чехия                                                                                         | Британская Колумбия (Досон-Крик, Форт-Сент-Джон)                                                                                     |
| 2018    | Россия                                                                                        | Финляндия                                                                                     | Швеция                                                                                        | Нью-Брансуик (Куиспамсис, Сент-Джон)                                                                                                 |
| 2019    | Россия                                                                                        | США                                                                                           | Чехия                                                                                         | Альберта (Медисин-Хат) / Саскачеван (Суифт-Каррент)                                                                                  |
| 2020    | Турнир отменен из-за пандемии коронавируса.                                                   | Турнир отменен из-за пандемии коронавируса.                                                   | Турнир отменен из-за пандемии коронавируса.                                                   | Остров Принца Эдуарда (Шарлоттаун, Саммерсайд)                                                                                       |
| 2021    | Турнир отменен из-за пандемии коронавируса.                                                   | Турнир отменен из-за пандемии коронавируса.                                                   | Турнир отменен из-за пандемии коронавируса.                                                   | Остров Принца Эдуарда (Шарлоттаун, Саммерсайд)                                                                                       |
| 2022    | США                                                                                           | Канада (RED)                                                                                  | Финляндия                                                                                     | Британская Колумбия (Лэнгли, Делта)                                                                                                  |
| 2023    | Канада (WHITE)                                                                                | США                                                                                           | Швеция                                                                                        | Остров Принца Эдуарда (Шарлоттаун, Саммерсайд)                                                                                       |
| 2024    | Канада (WHITE)                                                                                | Канада (RED)                                                                                  | Швеция                                                                                        | Онтарио (Сарния) |
| 2025    |                                                                                               |                                                                                               |                                                                                               | Новая Шотландия (Труро) |

## Лидеры медального зачета (1986—2024)
| Страна        | Золото | Серебро | Бронза | Медали |
| ------------- | ------ | ------- | ------ | ------ |
| Канада        | 16     | 14      | 14     | 44     |
| США           | 6      | 9       | 2      | 17     |
| Россия / СССР | 6      | 3       | 3      | 12     |
| Швеция        | 2      | 2       | 6      | 10     |
| Финляндия     | 1      | 2       | 2      | 5      |
| Чехия         | 0      | 1       | 4      | 5      |